# Skrylle naturreservat

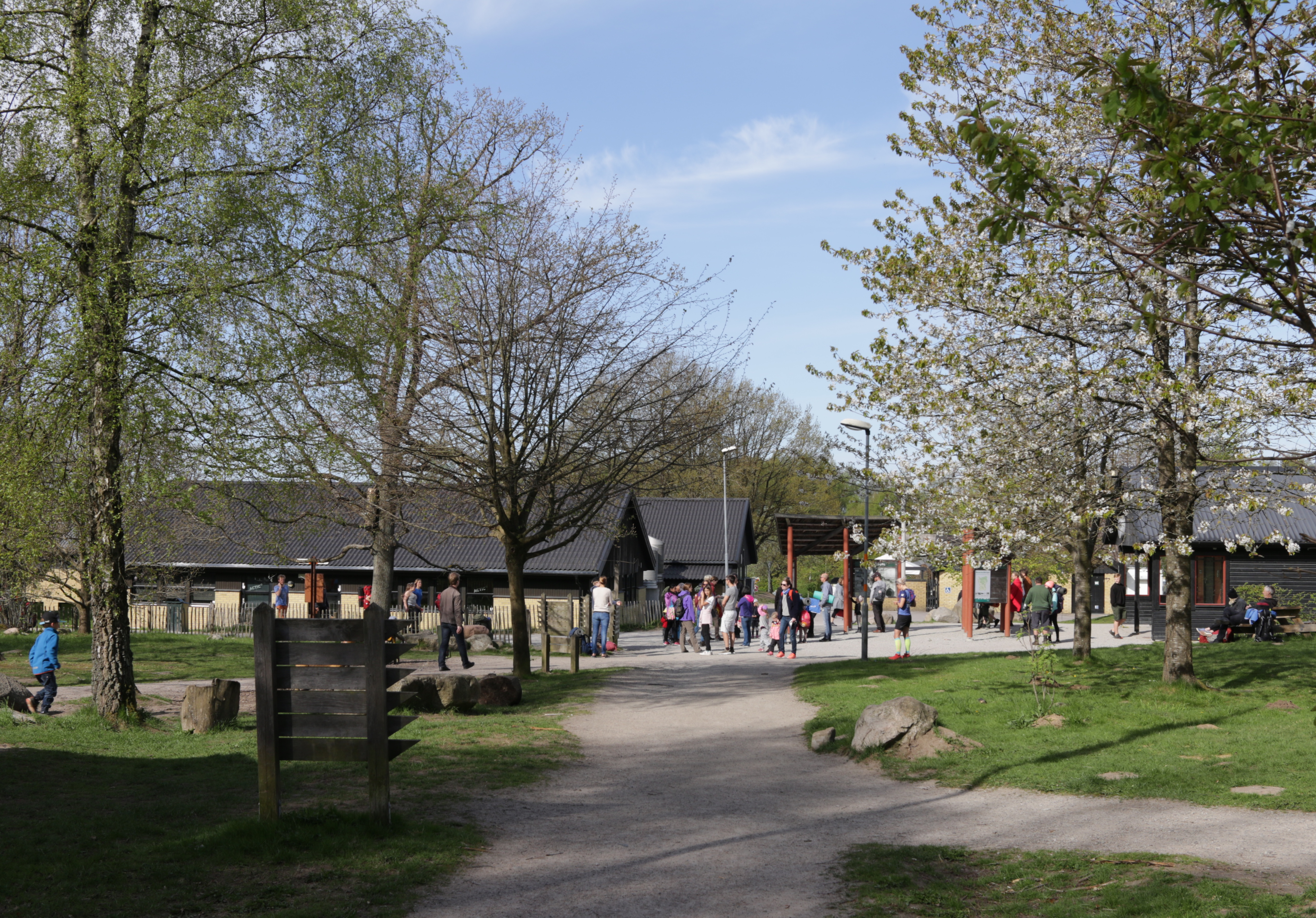
Skryllegården

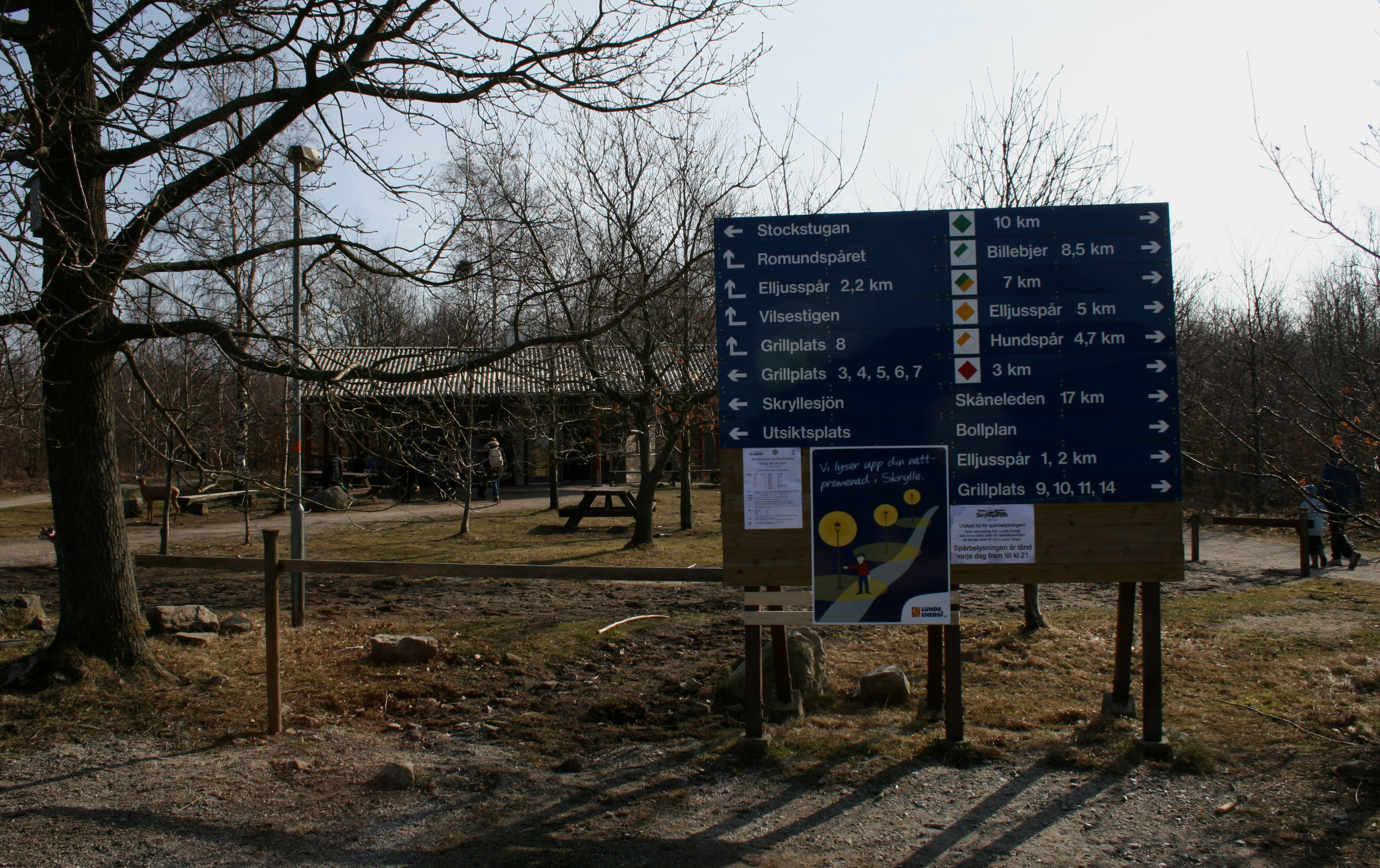
Skylt som visar de olika spåren

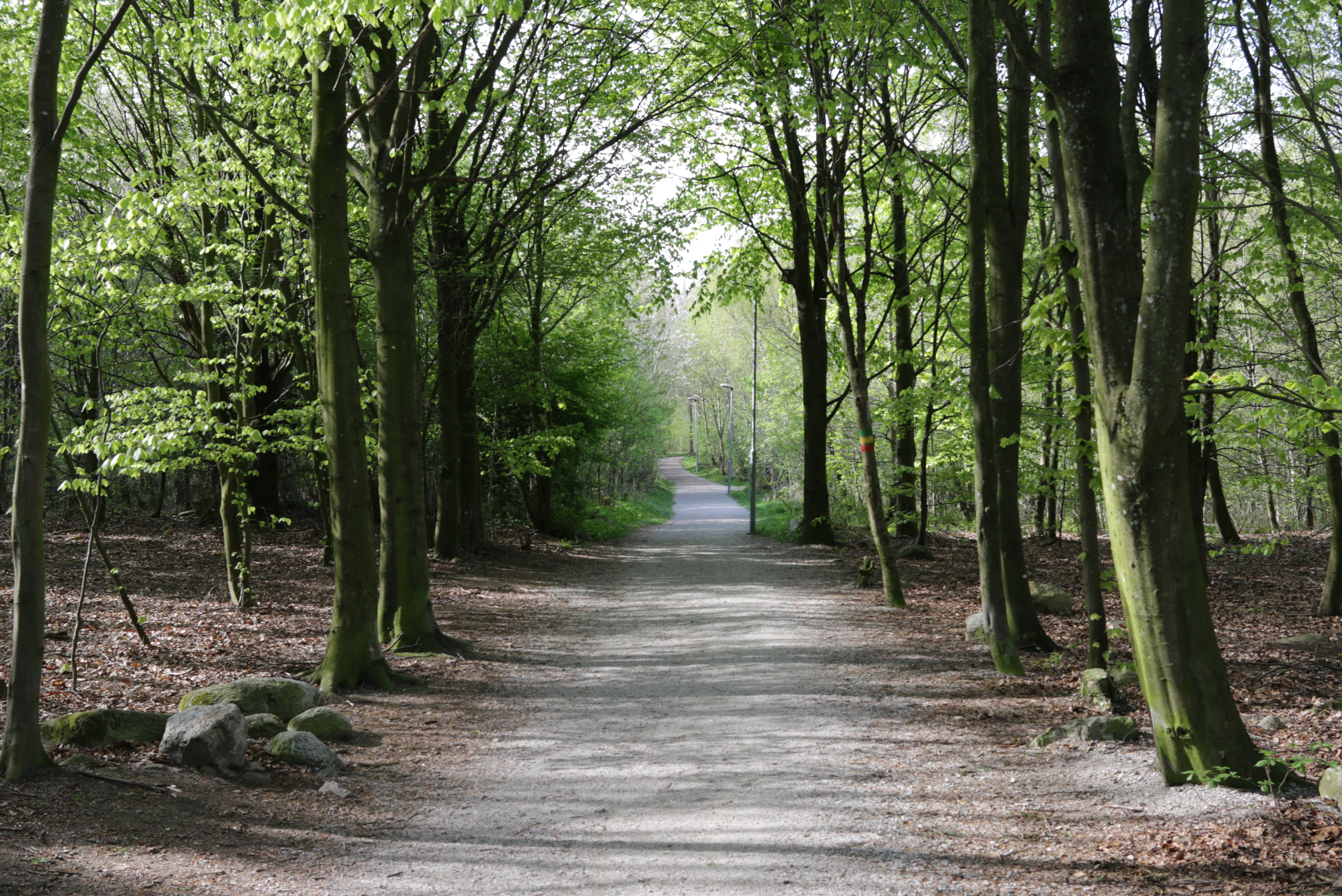
Motionsspår

Skrylle är ett naturreservat i Dalby socken i Lunds kommun i Skåne, med en mindre del i Hardeberga socken. Skrylleskogen är ett friluftsområde beläget mellan Dalby, Södra Sandby och Torna Hällestad en dryg mil öster om Lund. Skrylle är Romeleåsens nordligaste utlöpare med en högsta höjd på 123 meter över havet (Boks backe). Berggrunden består av gnejs, granit och kambrisk sandsten (kvartsit). Det finns flera stenbrott i området, både aktiva och nerlagda. I områdets nordvästra del reser sig de två grusåsarna Knivsåsen och Borelundsåsen. Fram till 1600-talet dominerade ek- och bokskog området, men skogen minskade sedan alltmer till förmån för betad utmark. Det senaste århundradet har sentida planterad granskog dominerat, men det finns också inslag av gammal ädellövskog. Gryteskog är växtplats för en speciell form av bok som kallas vresbok. Efter stormen i december 1999 som fällde stora granskogsområden i Skrylle och på andra håll i Skåne, har man bestämt att enbart lövskog ska planteras. I skogarna finns det gott om rådjur, dovhjort och vildsvin. Bland fåglar kan nämnas glada, mindre hackspett och kattuggla.
Friluftsliv, motionslöpning och orientering i området tog fart under 1950–60-talen, och i slutet av 1960-talet började idrottare och politiker i Lund arbeta för att skapa ett permanent friluftscentrum någonstans i skogarna mellan Dalby, Södra Sandby och Veberöd. Till planerna bidrog både staden Lunds tillväxt i invånarantal, inte minst barnfamiljer, och den väntade sammanslagningen till storkommuner. Vid början av 1970-talet stod det redan klart att Dalby och Södra Sandby skulle komma att inkorporeras i Lunds kommun. Detta genomfördes 1974, och redan innan dess köpte Södra Sandby kommun den skogsegendom som nu bildar kärnan i området, och byggde där 1972–74 (med ekonomiskt stöd av Lund) Skryllegården. Den blev redan från början en stor framgång och anläggningen och spåren har sedan dess använts flitigt av skolor och allmänna invånare i Lundatrakten. Det har också funnits militära mobiliseringspunkter och obemannade förråd i området; dessa är i stort sett äldre än Skryllegården.
Det finns flera stigar och motionsspår i området. Tre spår är belysta och det finns en rullstolsvänlig slinga på 1,2 kilometer. Den 15 kilometer långa Skryllerundan startar vid Skryllegården. Det finns flera markerade ridleder. Här finns också restaurang samt gym. Hela området är naturreservat sedan 1993, vilket bland annat innebär att allemansrätten inte gäller. Skåneleden (Nord- Sydleden) passerar igenom Skrylle.
Naturum Skrylle drivs av Lunds kommun och berättar om områdets kulturhistoria och geologi, växter, fåglar och andra djur.
Skrylle gränsar i öster till naturreservaten Måryd och Gryteskog. Väster om Skrylle ligger nationalparken Dalby Söderskog samt naturreservatet Billebjer. Mot nordväst gränsar det till Rögle dammar.